# Бельпассо
Бельпассо (італ. Belpasso, сиц. Belpassu) — муніципалітет в Італії, у регіоні Сицилія,  метрополійне місто Катанія.
Бельпассо розташоване на відстані близько 530 км на південний схід від Рима, 155 км на південний схід від Палермо, 11 км на північний захід від Катанії.
Населення — 28 181 особа (2014).
Щорічний фестиваль відбувається 13 грудня. Покровитель — Santa Lucia.

## Демографія
Населення за роками:

Станом на 1 січня 2023 року в муніципалітеті офіційно проживало 617 іноземців з 50 країн, серед них 354 громадяни країн Євросоюзу та 12 громадян України.

## Сусідні муніципалітети
- Адрано
- Б'янкавілла
- Бронте
- Кампоротондо-Етнео
- Кастільйоне-ді-Сицилія
- Катанія
- Лентіні
- Малетто
- Маскалучія
- Мотта-Сант'Анастазія
- Ніколозі
- Патерно
- Рагальна
- Рамакка
- Рандаццо
- Сан-П'єтро-Кларенца
- Сант'Альфіо
- Цафферана-Етнеа